# Église Saint-Martin de Cuise-la-Motte
L'église Saint-Martin est une église catholique située à Cuise-la-Motte, en France. Elle est affiliée à la paroisse Notre-Dame-de-Neuffontaine de la Vallée de l'Aisne.

## Localisation
L'église est située dans le département français de l'Oise, sur la commune de Cuise-la-Motte.

## Historique
L'édifice est classé au titre des monuments historiques en 1913.